# Neobracea valenzuelana
Neobracea valenzuelana är en oleanderväxtart som först beskrevs av Achille Richard, och fick sitt nu gällande namn av Ignatz Urban. Neobracea valenzuelana ingår i släktet Neobracea och familjen oleanderväxter. Inga underarter finns listade i Catalogue of Life.